# Wahlenbergia perrottetii
Wahlenbergia perrottetii är en klockväxtart som först beskrevs av A.Dc., och fick sitt nu gällande namn av Mats Thulin. Wahlenbergia perrottetii ingår i släktet Wahlenbergia och familjen klockväxter. Inga underarter finns listade i Catalogue of Life.